# Hexafluorofosforečnan amonný
Hexafluorofosforečnan amonný je anorganická sloučenina se vzorcem NH4PF6. Jedná se o sůl amonného kationtu a hexafluorofosforečnanového aniontu. Používá se jako zdroj hexafluorofosforečnanových iontů, které fungují jako slabě koordinující anionty. Obvykle se připravuje reakcí fluoridu amonného s chloridem fosforečným; lze jej získat také z hexachlorfosfazenu:
PCl5 + 6 NH4F → NH4PF6 + 5 NH4Cl
(PNCl2)3 + 18 HF → 3 NH4PF6 + 6 HCl